# Kazuhiro Mori
Kazuhiro Mori (森 一紘?, Mori Kazuhiro; Prefettura di Osaka, 17 aprile 1981) è un ex calciatore giapponese, di ruolo centrocampista.